# Kornelius Wiebe
Kornelius Wiebe (* 19. Oktober 1955 in der Siedlung Urusu, Tatarische ASSR, Sowjetunion; † 22. Juni 2015 in Taschkent, Usbekistan) war Bischof der Evangelisch-Lutherischen Kirche in Usbekistan im Verbund der Evangelisch-Lutherischen Kirche in Russland, der Ukraine, in Kasachstan und Mittelasien. Er war deutschstämmig und entstammte einer mennonitischen Familie. Trotz seiner Herkunft beherrschte Wiebe nur unvollkommen Deutsch, was mit den Stalinschen Repressalien und des damit einhergehenden Verbots der Pflege der deutschen Sprache, denen die Russlanddeutschen während des Zweiten Weltkriegs und danach ausgesetzt waren, zusammenhängt.

## Leben
Wiebe wurde in der Siedlung Urusu in der tatarischen ASSR geboren, wohin seine aus der Ukraine stammenden Eltern aus der Deutschen Autonomen Wolgarepublik deportiert wurden. Ende der 1950er Jahre zog er mit seiner Familie weiter nach Kasachstan und dann nach Usbekistan. Er absolvierte zunächst eine Ausbildung zum Schlosser. Per Fernstudium studierte er Bauingenieurswesen und anschließend Landwirtschaft. Obwohl er kein Geistlicher war, wurde Wiebe im Oktober 1994 zum Propst gewählt. Seit dem Jahr 2000 war er Bischof der 1993 gegründeten Evangelisch-Lutherischen Kirche in Usbekistan.
Am 24. August 2014 erhielt Wiebe Besuch vom deutschen Bundesbeauftragten für Aussiedlerfragen und nationale Minderheiten, Hartmut Koschyk und einer Delegation aus weiteren Abgeordneten, unter anderem Stephan Mayer. Während dieses Besuches berichtete Bischof Wiebe über das Vorhaben seiner Kirchengemeinde, aus dem ehemaligen evangelischen Bethaus der Stadt Tschirtschik ein Museum zu machen, das die Geschichte der evangelisch-lutherischen Kirche in Zentralasien darstellt.
Er beteiligte sich an der Arbeit des Ausschusses für Religionsangelegenheiten in Usbekistan und gehörte zu den Initiatoren der dortigen Bibelgesellschaft.